# El Saúz, Oaxaca
El Saúz är en ort i Mexiko.   Den ligger i kommunen Heroica Ciudad de Ejutla de Crespo och delstaten Oaxaca, i den sydöstra delen av landet, 400 km sydost om huvudstaden Mexico City. El Saúz ligger 1 469 meter över havet och antalet invånare är 187.
Terrängen runt El Saúz är varierad. Runt El Saúz är det ganska glesbefolkat, med 36 invånare per kvadratkilometer. Närmaste större samhälle är Ejutla de Crespo, 5,8 km norr om El Saúz. I omgivningarna runt El Saúz växer huvudsakligen savannskog.